# Linh dương trán đỏ
Linh dương trán đỏ (danh pháp hai phần: Eudorcas rufifrons) là một loài động vật có vú trong họ Bovidae, bộ Artiodactyla. Loài này được Gray mô tả năm 1846.
Đây là loài linh dương phân bố rộng rãi nhưng không đồng đều trên khắp châu Phi từ Sénégal đến đông bắc Ethiopia. Nó chủ yếu cư trú ở khu vực Sahel, một dải hẹp xuyên châu Phi phía nam Sahara, nơi nó thích những đồng cỏ khô cằn, thảo nguyên rừng và thảo nguyên cây bụi.
Một nhà phân loại coi linh dương Thomson (E. thomsoni), ở Đông Phi, một phân loài của linh dương trán đỏ. Linh dương trán đỏ trước đây được coi là một thành viên của chi Gazella trong phân chi Eudorcas trước khi phân chi Eudorcas được nâng lên thành chi.